# Widya Saputra
Widya Saputra (nom complet Widyaningrum Surya Nugraha ; née à Cimahi (Indonésie), 26 février 1985) est une présentatrice de télévision indonésienne. Depuis 2006, elle est mieux connue comme présentatrice du Championnat du monde MotoGP sur Trans7. En avril 2010, elle est une présentatrice de MetroTV pour le programme de nouvelles de sport, MetroSport.

## Expérience

### Filmographie
- 2003 – Puteri Keempat (soap opera)
- 2006 – Pocong 1 (film)

### Programmes TV
- 1998 – Kring-Kring Olala (TPI - until 2001)
- 2001 – Musiq (TVRI)
- 2002 – Bidik (ANTV)
- 2003 – Calcio Action Serie-A (SCTV), MTV Special Ramadhan (Global TV)
- 2004–2005 – Drag Mania, Premier League, WTA Tournament Bali, Otomotive Night Race, Tennis Challenge Hemaviton, WSBK (TV7)
- 2005 – Motor Impian (TPI), Auto Glitz (Jak TV)
- 2006 – Clasakustik (Indosiar)
- 2006–2008 – MotoGP (Trans7 – except two last race 2008 season)
- 2007–2009 – Liga Italia Serie-A (Trans7)
- 2008 – Asian Beach Games 2008 (ESPN), Speedy Tour d’Indonesia (Trans7)
- 2008–2009 – Liga Dunia (Trans7)
- 2010 - MetroSport (MetroTV)

## Référence
1. 1 2  Widya Saputra, anchor baru Metro Sport